# Sharpless 2-284
Sharpless 2-284 (Sh2-284) – obszar H II znajdujący się w konstelacji Jednorożca. W obszarze tym intensywnie powstają nowe gwiazdy. Znajduje się on w odległości około 18 tys. lat świetlnych, na końcu zewnętrznego ramienia spiralnego Drogi Mlecznej. 
Na zdjęciach wykonanych przez teleskop kosmiczny WISE Sh2-284 przypomina kosmiczną dziurę, w której pojawia się wiele gigantycznych kolumn gęstego gazu i pyłu. Choć na zdjęciu te gazowe kolumny wydają się
niewielkie, w rzeczywistości ta struktura widziana po prawej stronie pustki od strony godziny trzeciej i przypominająca zamkniętą pięść z wysuniętym palcem wskazującym, ma około 7 lat świetlnych.
We wnętrzu Sharpless 2-284 znajduje się gromada otwarta Dolidze 25, która emituje ogromne ilości promieniowania we wszystkich kierunkach pod postacią gwiezdnego wiatru. Oczyszczony z gazu bąbel Sh2-284 został utworzony właśnie przez ten wiatr. Obszar gromady, który uległ erozji wyznacza jasnozielona plama, co podkreśla te fragmenty obłoku, które oparły się erodującemu wpływowi promieniowania i wiatru gromady gwiazd. To właśnie te regiony gęstego gazu, które przetrwały utworzyły potężne gazowe kolumny.